# Partidul Socialist (România)
Partidul Socialist (PS) a fost un partid politic de stânga din România, fondat de o grupare condusă de Tudor Mohora care s-a desprins din Partidul Socialist al Muncii (PSM).
La alegerile parlamentare din 1996, PS a obținut o performanță electorală mai bună decât PSM, dar nu a reușit să treacă pragul electoral, obținând 2.29% la Cameră și 2.26% la Senat. La alegerile prezidențiale din același an, candidatul partidului, Tudor Mohora, a obținut 1.27%, aflându-se pe locul 7.
La 22 iulie 2000, PS a fost absorbit de Partidul Social-Democrat Român.